# Олимп-Долгопрудный-2
«Оли́мп-Долгопру́дный-2» — российский футбольный клуб из подмосковного города Долгопрудный, в сезоне 2021/22 выступавший во Втором дивизионе ФНЛ. В 2022 году был расформирован и заменён на «Космос».

## История
В 2021 году занявший 1-е место во второй группе Первенства ПФЛ сезона 2020/21 «Олимп-Долгопрудный» разделился на два клуба. Вышедшая в первый дивизион ФНЛ команда перебазировалась в Химки, что стало следствием структурных изменений в клубе. Во второй дивизион ФНЛ (бывшее Первенство ПФЛ) заявилась команда «Олимп-Долгопрудный-2». Лицензия на выступление в первенстве второго дивизиона была получена 16 июня.
Главным тренером команды стал работавший в тренерском штабе «Олимп-Долгопрудного» Андрей Прошин. В дебютном матче на профессиональном уровне 18 июля 2021 года «Олимп-Долгопрудный-2» на своём поле выиграл у «Шинника» со счётом 1:0 (мяч забил в свои ворота игрок ярославской команды Покидышев). В сезоне 2021/22 «Олимп-Долгопрудный-2» де-юре являлся молодёжным составом «Олимп-Долгопрудного» и в Кубке России участия не принимал.
По итогам первой части первенства второго дивизиона ФНЛ в подгруппе 2 группы 2 «Олимп-Долгопрудный-2» занял 7-е место (из 11) и на втором этапе участвовал в турнире подгруппы «Б», где разыгрывались места с 13-го по 21-е. В рамках 4-го тура турнира в подгруппе «Б» «Олимп-Долгопрудный-2» не смог отправиться на календарный матч в Читу к одноимённому клубу, предлагая провести игру в Долгопрудном, и за неявку по неуважительной причине ему было засчитано техническое поражение.
В структуре «Олимп-Долгопрудного-2» имелось две команды, которые в 2021 году участвовали в чемпионате Московской области: команда-участница лиги «А» в рамках III дивизиона «Олимп-Долгопрудный-М» (начинала сезон-2021 под названием «Олимп-Долгопрудный-2») — молодёжная команда и команда «Олимп-Долгопрудный-3» в лиге «В». Ранее эти команды относились к клубу, переехавшему в Химки.
12 апреля 2022 года было объявлено о создании нового клуба — «Космос» — на базе «Олимпа-Долгопрудного-2». «Космос» заявился на сезон 2022/23 в первенство ФНЛ-2.